# Norops rodriguezi
Norops rodriguezi är en ödleart som beskrevs av  Bocourt 1873. Norops rodriguezi ingår i släktet Norops och familjen Polychrotidae. Inga underarter finns listade i Catalogue of Life.